# Вахтель, Эрна
Эрна Вахтель (англ. Erna Wachtel; 1907—1995) — американская гимнастка (польского происхождения), затем — тренер и судья.
Была пионером в мире гимнастики США. Внесла существенный вклад в развитие женской гимнастики в США.

## Биография
Родилась 3 апреля 1907 года в городе Рацибуж Российской империи, ныне Силезское воеводство в Польше.
В возрасте 19 лет эмигрировала в США. Там занималась гимнастикой, выиграла несколько национальных титулов AAU (Amateur Athletic Union), и в 1944 году была названа почетным членом Олимпийской команды, участие в играх которой было отменено из-за Второй мировой Войны.
После ухода из спорта, Эрна Вахтель работала в качестве национального тренера по спортивной гимнастике, международного судьи и спортивного функционера. Готовила американскую женскую сборную команду по гимнастике для участия в летних Олимпийских играх 1956 года в Мельбурне. Работала тренером в клубе Lincoln Turners. В числе её воспитанников — Жаклин Кляйн.
С 1957 по 1973 годы Вахтель преподавала физкультуру в Chicago Park District и в Иллинойсском университете. В 1974 году она была включена в Американский зал славы гимнастики (U.S. Gymnastics Hall of Fame)
Умерла 1 июня 1995 года в Чикаго, штата Иллинойс. Замужем не была.
В штате Иллинойс учрежден фонд и премия имени Эрны Вахтель, вручаемая молодым гимнасткам.